# Консовский, Михаил Владиславович
Михаил Владиславович Консовский (укр. Михайло Владиславович Консовський; 15 сентября 1911 год, село Малинки — 21 марта 2000 года) — директор совхоза имени Коминтерна Чернобаевского района Черкасской области. Герой Социалистического Труда (1965). Депутат Верховного Совета УССР 6 — 8 созывов.

## Биография
Родился 15 сентября 1911 года в селе Малинки в крестьянской семье. С 1927 года начал свою трудовую деятельность слесарем на одной из шахт в Луганской области. Участвовал в Великой Отечественной войне. Служил электромехаником, мастером моторного и механико-токарного цехов авторемонтных мастерских 135-го отдельного автотранспортного батальона 35-го района авиационного базирования 8-й Воздушной Армии Южного фронта. В 1944 году вступил в ВКП(б).
После демобилизации в октябре 1945 года назначен директором совхоза имени Коминтерна Чернобаевского района. В начале 60-х годов XX столетия руководимый им совхоз вышел в передовые сельскохозяйственные предприятия Черкасской области. Возглавляя совхоз, широко внедрял передовой опыт и технологии. За выдающиеся достижения в трудовой деятельности был удостоен в 1965 году звания Героя Социалистического Труда.
Трижды избирался депутатом Верховного Совета УССР.

## Публикации
- Високопродуктивне тваринництво радгоспу/ М. В. Консовський, В. П. Бойко. — К. : Урожай, 1979. — 38 с.
- Подвиг продовжується/ Михайло Консовський // Хлібороб України. — 1982. — № 4. — С. 14 — 15.
- Всегда на передовом крае/ М. В. Консовский // Земледелие. 1977. — № 11. — С. 12 — 15.
- Третій рубіж взято/ М. В. Консовський. -К. : Урожай, 1964. — 58 с.

## Награды
- Герой Социалистического Труда — указ Президиума Верховного Совета от 31 декабря 1965 года
- Орден Ленина
- Орден Красной Звезды (10.07.1943)
- Орден Отечественной войны 2 степени (6.04.1985)